# Philipp Naudé

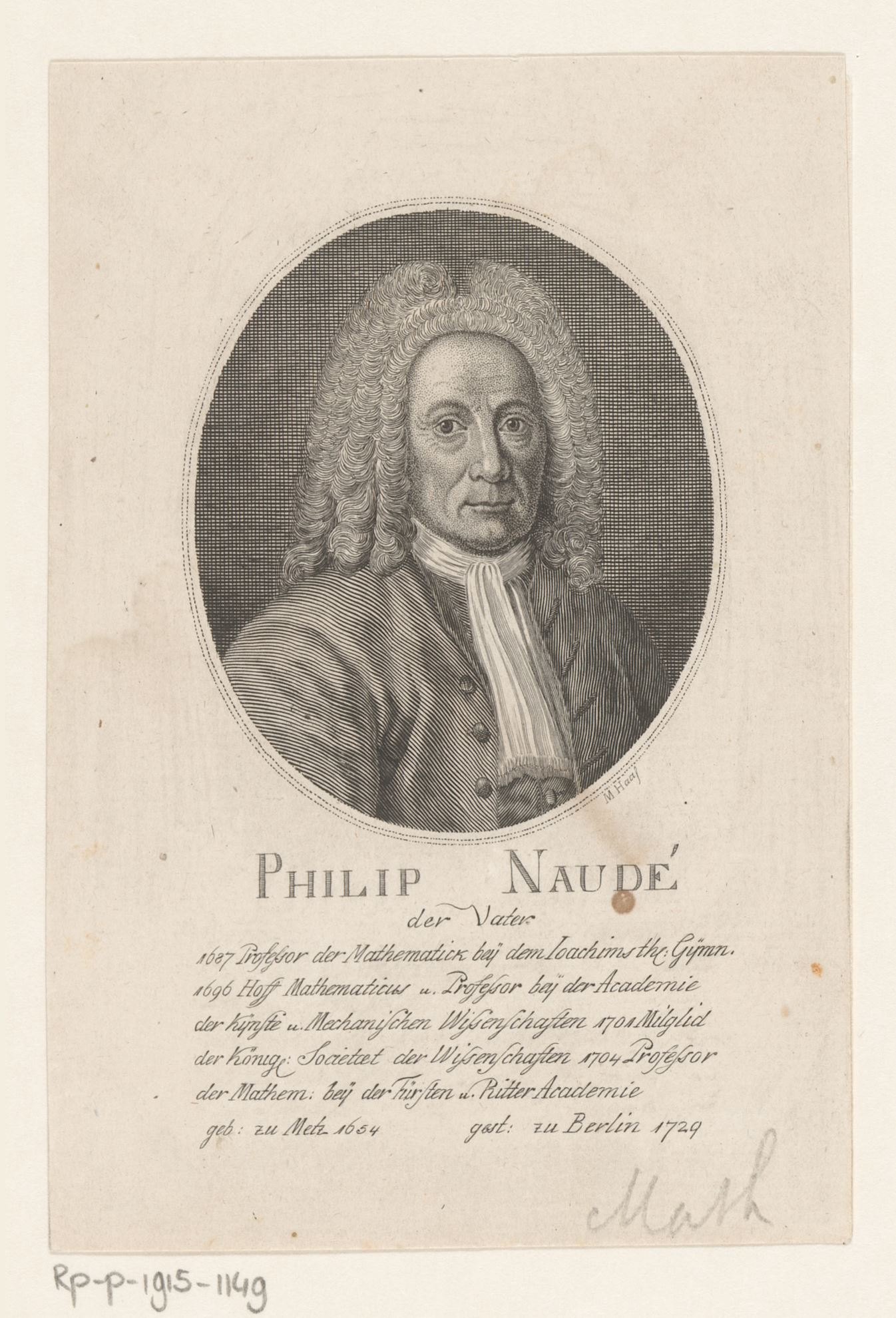
Philipp Naudé

Philipp Naudé, oft mit dem Zusatz (Vater) oder der Ältere versehen, manchmal auch mit latinisiertem Vornamen Philippus und/oder Nachnamen Naudaeus zitiert, (* 28. Dezember 1654 in Metz, Frankreich; † 7. März 1729 in Berlin) war ein französisch-deutscher Mathematiker, Mathematik-Professor und (Hobby-)Theologe.

## Leben
Philipp Naudé wurde am 28. Dezember 1654 als Sohn eines Färberei-Besitzers geboren. Die Färberei nebst Wohnhaus und Garten lag in Metz direkt am Mosel-Ufer. Er ließ früh eine Neigung zur Wissenschaft und Begabung für Sprachen erkennen. Als 1667 der Herzog von Sachsen-Marksuhl (später: Sachsen-Eisenach) in Metz nach einem Pagen suchte, der als Aufsicht, Spielgefährte und Französischlehrer für den damals siebenjährigen Prinzen fungieren sollte, fiel die Wahl auf den klugen zwölfjährigen Philipp Naudé. Diesem wurde als Zimmergenosse ein junger lutherischer Geistlicher, der für den Religionsunterricht der Prinzen zuständig war, zugeteilt, da der Herzog von Naudé dieselbe Konfession wünschte. Tatsächlich nahm Naudé den protestantischen Glauben an und dessen Lehren auf. Ein Besuch des Vaters und des älteren Bruders löste bei Naudé, dem eine Karriere bei Hofe sicher gewesen war, Heimweh aus, sodass er drei Monate später, im Oktober 1670, nach Metz zurückkehrte. In der Folge wurde er auf die Übernahme der Fabrik vorbereitet, bildete sich aber parallel dazu ohne Lehrmeister und mit viel Fleiß weiter, wobei er in der lateinischen Sprache und auf dem Gebiet der Mathematik zur Perfektion gelangte sowie seine theologischen Kenntnisse fundierte.
Im Oktober 1685 führte Philipp Naudé bereits einige Jahre den geerbten Betrieb, war verheiratet und hatte einen knapp zehnmonatigen Sohn gleichen Namens. Der Widerruf des Edikts von Nantes, der eine Protestantenverfolgung lostrat, veranlasste die Familie zur überstürzten Flucht aus Lothringen. Zunächst gelangte sie nach Saarbrücken, zog über Kaiserslautern weiter nach Hanau (wo Frau und Kind zunächst verblieben) um sich schließlich 1687 in Berlin eine neue Existenz aufzubauen. Dabei war ihm der in Berlin lebende niederländische Architekt und Mathematiker Rutger von Langerfeld behilflich, der ihn – der weder einen Mathematiklehrer gehabt, noch bisher selbst gelehrt hatte – zu einer Lehrtätigkeit animierte. Aus dieser ergab sich nach kurzer Zeit die Anfrage vom Joachimsthalschen Gymnasium, dort die mathematischen Grundlagen zu unterrichten. 1690 erfuhr die Markgräfin von Brandenburg-Anspach, eine Tochter des Herzogs von Sachsen-Eisenach, in dessen Diensten der junge Naudé einst stand, vom Aufenthaltsort des Flüchtlings und verschaffte ihm zusätzliche lebenslange Einkünfte, indem sie ihn dem Kurfürsten, dem späteren Preußenkönig Friedrich I., als secrétaire interprète (Sekretär und Dolmetscher) empfahl. Durch den Tod Langerfelds 1696 ergab es sich, dass Naudé alle seine drei Ämter übernehmen konnte und so zum Hofmathematiker, zum Pagenausbilder und zum Professor an der Königlich-Preußischen Akademie der Wissenschaften wurde. 1699 kam die Professur für Geometrie an der Mahl-, Bild- und Baukunst-Academie, der späteren Preußischen Akademie der Künste, hinzu. Der Forschungs- und Meinungsaustausch mit Gottfried Wilhelm Leibniz vor allem auf dem Gebiet der Binärrechnung war intensiv, was die Aufnahme Naudés als Sozietätsmitglied in die Akademie der Wissenschaften, deren Präsident Leibniz war, 1701 beförderte. Ab 1704 erteilte er zudem an der Fürsten- und Ritter-Academie Berlin Unterricht.
Seinen Sohn hatte er in die Richtung seiner zweiten Leidenschaft, der Theologie, lenken wollen. Darin erwies der Sohn sich zwar keineswegs als untauglich, ihm lag das Predigen jedoch nicht. Deshalb gab Naudé ihm sein Wissen weiter und zog quasi seinen Nachfolger heran. 1707 ersetzte der Sohn den Vater an der Preußischen Akademie der Künste (verschiedentlich noch schlicht „Mahler-Akademie“ genannt). 1708 wurde er erst sein Gehilfe am Joachimsthaler Gymnasium, dann löste er ihn ab und unterrichtete dort bis zu seinem eigenen Tode 1745. Zwischendurch wies er Friedrich den Großen in die Algebra ein. Während Philipp Naudè der Jüngere die letztgenannten Dienste verrichtete, schrieb Philipp Naudè der Ältere, der bis 1729 lebte, im Ruhestand viele Abhandlungen. Diese beschäftigten sich meist mit den während des Berufslebens vernachlässigten Themen Theologie und Philosophie. Er war ein glühender Partikularist und Supralapsarier.

## Schriften
- Histoire abrégée de la naissance et du progrez du Kouakerisme avec celle de ses dogmes. Pierre Marteau, Köln 1692. (Digitalisat)
- Morale évangelique opposée à quelques Morales Philosophiques publiées dans ce siecle, à laquelle on a joint: Un Abbrege de la vraye religion chretienne en un traitté contenant les moyens de cormoitre facilement si on est dans l’état de grace ou dans celuy de la nature. Rüdiger, Berlin 1699. (Digitalisat)
- Meditations saintes de la Paix de l’Ame. Roger, Berlin 1699. (Digitalisat)
- La Religion des Kouakres en Angleterre, Paris 1699.
- Geometrie zum Gebrauch der Fürsten Academie, Berlin 1704.
- Kurtze Vorstellung, Den grossen Nutzen Der Mathematischen Wissenschafften betreffend. Liebpert, Cölln, 1719. (Digitalisat)
- Gründe Der Meßkunst. Jn einer neuen Ordnung vorgestellet. Und mit deutlichen und kurtzen Beweißthümern. Zum Gebrauch Der Königlichen Preußischen Fürsten- und Ritter-Academie abgefasset. Lorentz, Berlin 1706. (Digitalisat)
- La souveraine perfection de Dieu dans ses divins attributs, contre Mr. Bayle. Roger, Amsterdam 1708. (Digitalisat)
- Recueil des objection qui ont été faites jusqu'à presént contre le traité de la souveraine perfection de Dieu, avec les réponses, Amsterdam 1709.
- Examen des deux Traités nouvellement mis au jour par Mr. de la Placette. Amsterdam 1713.
- Unpartheyische Und gründliche Untersuchung Der Mystischen Theologie, Und des großen Ubels, so von einigen Jahren her daraus entstanden ist. Zimmermann, Zerbst 1713. (Digitalisat)
- Theologische Gedanken über Jeremi Stercki Entwurff der Lehre von der Beschaffenheit und Ordnung der Göttlichen Rathschlüsse. 1714.
- Une lettre apologetique en faveur de M. Osterwald contre les Remarques de Naudé. Berlin 1716.
- Entretiens solitaires. Berlin 1717.
- Réfutation du Commentaire philosophique de Mr. Bayle, ou, Solution generale et renversement, de tous les sophismes que l’auteur y employe à dessein d’etablir en tous lieux, une tolerance sans bornes, pour l’exercice public de toutes les erreurs et les hérésies dont l’esprit humain peut estre capable. Berlin 1718.
- Traité de la justification du pecheur devant Dieu, dans lequel on examine la nature, les usages & la necessité des bonnes oeuvres depuis la chute de l’homme. Berlin 1736 (postum veröffentlicht).